# Carex middendorffii
Espèce
Classification phylogénétique
Carex middendorffii est une espèce des plantes du genre Carex et de la famille des Cyperaceae.